# Robótica de enxame

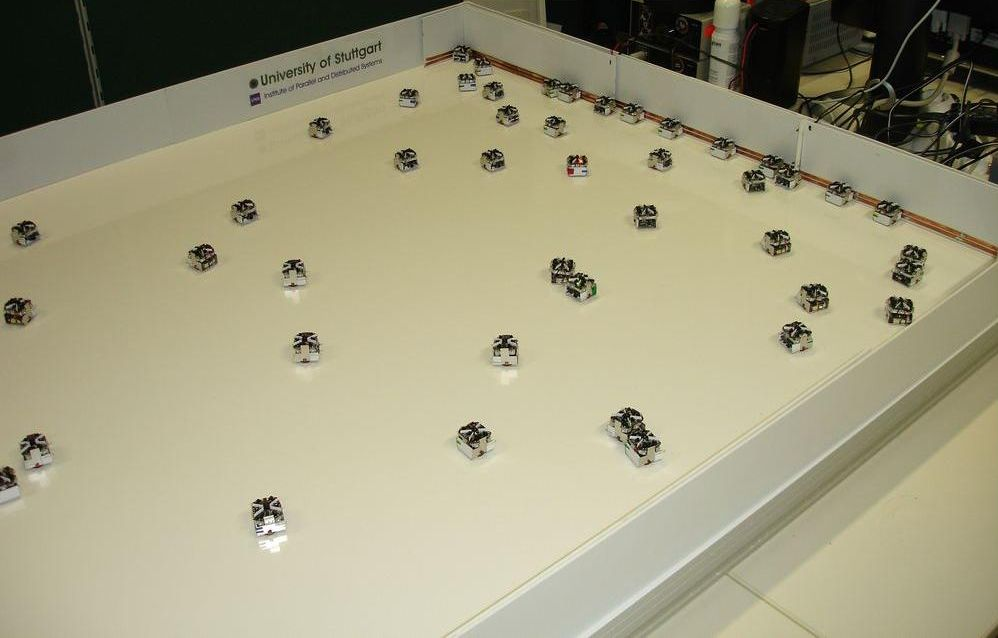
Enxame de microrrobôs open-source Jasmine interagindo entre si.

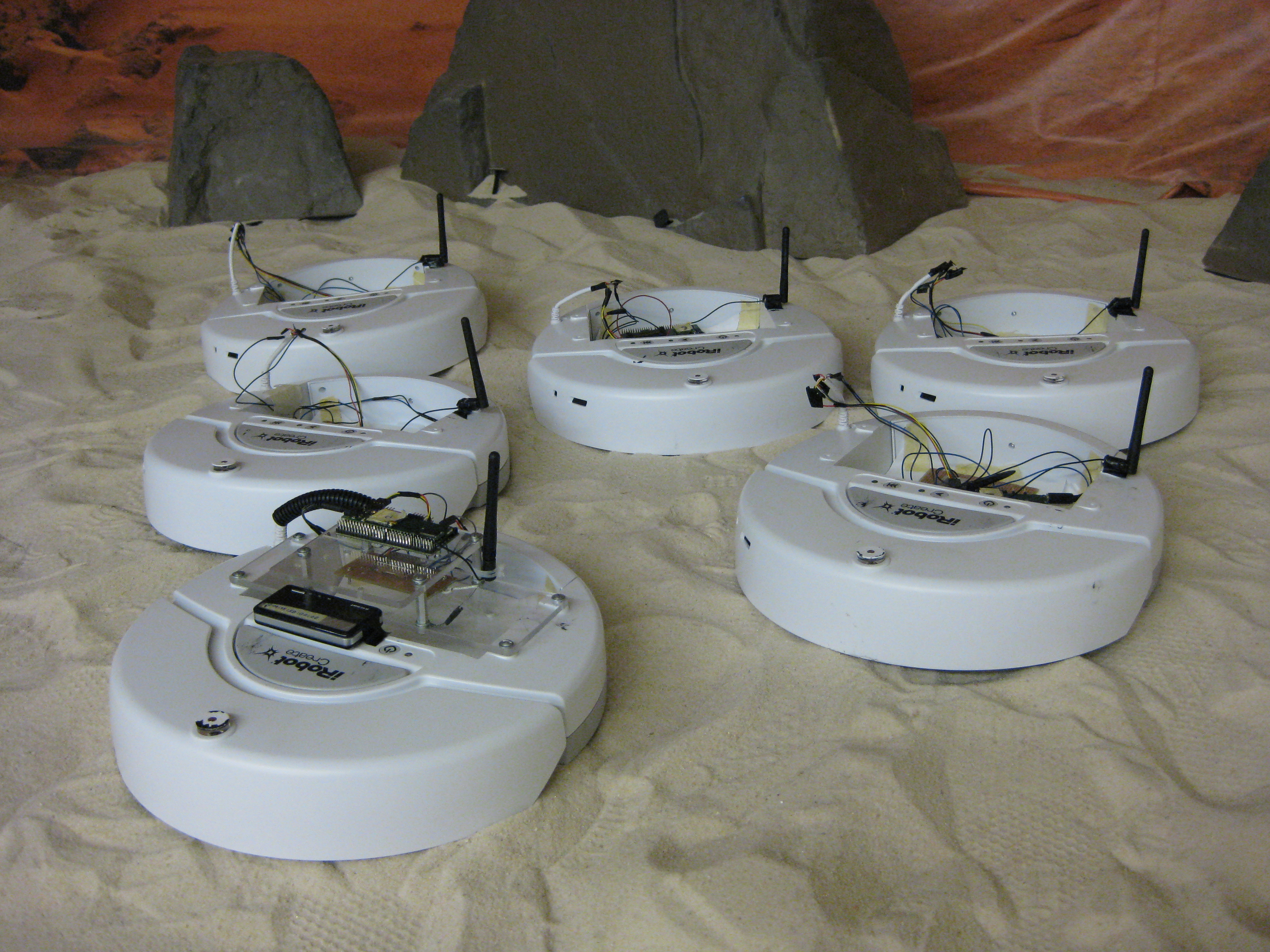
Grupo de robôs iRobot Create no Georgia Institute of Technology.

A robótica de enxame é uma nova abordagem de coordenação de sistemas multirrobóticos, que consistem em um grande número de robôs fisicamente simples. Um comportamento coletivo pode emergir espontaneamente da interação entre os robôs e o ambiente.  Esta abordagem surgiu no campo da inteligência artificial de enxame, e também do estudo biológico de insetos, formigas e outras populações em que o comportamento de enxame ocorre .

## Definição
A pesquisa da robótica de enxame é o estudo do design dos robôs, suas estruturas físicas e seus comportamentos de autocontrole. A robótica de enxame se inspira no comportamento emergente observado em insetos sociais, o que se denomina inteligência de enxame, mas não se limita a isto. Regras individuais relativamente simples podem gerar um grande conjunto de padrões complexos de comportamento de enxame. Um componente decisivo é a comunicação entre os membros de um grupo que constrói um sistema de feedback constante. O comportamento de enxame envolve a mudança constante dos indivíduos em cooperação mútua, assim como o comportamento do grupo como um todo. 
Diferentemente dos sistemas robóticos distribuídos em geral, a robótica de enxame enfatiza um grande número de robôs, e promove a escalabilidade, por exemplo utilizando apenas a comunicação local. Esta comunicação local pode ser feita através de sistemas de rede sem fio, como frequências de ondas de rádio ou infravermelho.
O video tracking é uma ferramenta essencial para o estudo sistemático do comportamento de enxame, apesar de outros métodos de rastreamento estarem disponíveis. Recentemente, o Laboratório de Robótica de Bristol desenvolveu um sistema rastreador de posições ultrassônico para fins de pesquisa do comportamento de enxame. Novos estudos são necessários para se encontrar metodologias que permitam o design e a previsão confiável do comportamento de enxame quando apenas as características dos membros individuais forem conhecidas.

## Metas e aplicações
Tanto a miniaturização quanto o custo são fatores determinantes na robótica de enxame. Estes são os gargalos na produção de grandes grupos de robôs; portanto a simplicidade dos indivíduos deve ser enfatizada. Isto poderia motivar uma abordagem que busca um comportamento ordenado a nível coletivo, ao invés de se ater ao individual. 
Aplicações em potencial incluem as tarefas que demandam a miniaturização (nanorrobótica, microrrobótica), como tarefas sensoriais distribuídas na micromaquinaria ou o corpo humano. Por outro lado a robótica de enxame pode ser adequada a tarefas que requerem designs baratos, como as tarefas de mineração ou forrageamento na agricultura. Ou ainda, a robótica de enxame pode ser utilizada por artistas para criar novas formas de arte interativa.